# Leona Valley (Californie)
Leona Valley est une census-designated place du comté de Los Angeles, dans l'État de Californie, aux États-Unis,. En 2020, elle compte une population de 1 555 habitants.